# Dao (Capiz)
Dao ist eine philippinische Stadtgemeinde in der Provinz Capiz. Sie hat 32.496 Einwohner (Zensus 1. August 2015).

## Baranggays
Dao ist politisch in 20 Baranggays unterteilt.
| - Aganan - Agtambi - Agtanguay - Balucuan - Bita - Centro - Daplas - Duyoc - Ilas Sur - Lacaron | - Malonoy - Manhoy - Mapulang Bato - Matagnop - Nasunogan - Poblacion Ilawod - Poblacion Ilaya - Quinabcaban - Quinayuya - San Agustin (Ilas Norte) |